# Opuntia perotensis
Opuntia perotensis es una especie de planta perteneciente a la familia Cactaceae. El epíteto específico se refiere a la distribución geográfica conocida. El período de floración es entre mayo y junio.

## Clasificación y descripción
Son plantas subarbustivas a rastreras, de 60-90 cm de altura, terrestres y rupícolas. Raíces fibrosas; tronco ausente; cladodios brillantes, de 20 × 16,5 cm, verde-amarillentos. Aréolas dispuestas en 11-12 series, distantes 0,8-1,5 cm entre sí y 0,9-1 cm entre series, alrededor de 3 mm de largo o de diámetro. Espinas con barbas largas y elevadas, el ápice rojizo o marrón. Botón floral con pericarpelo con seis series de aréolas, con escamas basales blancas, ascendentes, lana marrón y cerdas apicales amarillas. Flores diurnas, una en cada aréola, de 4-5 × 4,5-6 cm, pericarpelo subcircular, de 1,5 cm de diámetro, con aréolas elípticas, dispuestas en 6 series, con pelos blanco-rosados, hojas de las aréolas basales anchas, oblongas, con el ápice agudo y bordes ondulados; espinas radiales hasta 6, ascendentes, hasta 0,4 cm de largo, rojas; espina central 1, ascendente, hasta 1 cm de largo, roja con el ápice amarillo; segmentos exteriores del perianto espatulados, margen ondulado, de 1,3-2 × 0,7-1,2 cm, amarillo-verdosos, blanco-verdosos, amarillos o color rosa-amarillento; estambres numerosos, alcanzan la parte mediana de los segmentos interiores del perianto, amarillo pálidos, pasando al segundo día a color de rosa; estilo alcanza casi la misma altura de los estambres, de color amarillo-verdoso, lóbulos del estigma 10-12, en dos series paralelas entre sí, verdes o color rosa. Polen de dos tipos: uno con 12 poros y forámenes amplios y, otro con 20 poros y forámenes muy cerrados. Frutos amarillos, subglobosos a cilíndricos, de 4-5 × 3,5 cm, paredes exteriores con 5 series de aréolas elípticas, fieltro marrón, cerdas cortas, ascendentes, blancas y amarillentas, las superiores más largas, sin espinas, paredes interiores de 1.5 cm de ancho; cicatriz floral hundida, de aprox. 3 cm de diámetro, color rosa. Semillas aproximadamente 81 en cada fruto, dispuestas en el centro del fruto, reniformes, de 3 mm de diámetro, color crema, arilo seminal con tricomas largos, pluricelulares, agrupados en haces dispersos en toda la semilla; parte lateral del arilo angosto, irregular, región hilo-micropilar basal.

## Distribución
Se conoce únicamente del Cofre de Perote, en la Faja Volcánica Transversal mexicana, que es un área natural protegida reducida al estado de Veracruz.

## Ambiente
Ambiente semiárido, con una precipitación media anual de 493,6 mm y heladas frecuentes; pequeñas lloviznas en invierno y primavera; con una altitud de 2,411 m s. n. m.
La vegetación está compuesta por especies de Abies, Juniperus, Quercus y Pinus. El tipo de suelo que predomina es el regosol, altamente susceptible a la erosión, es también poroso, seco y semiárido.